# Litoria elkeae
Litoria elkeae är en groddjursart som beskrevs av Günther och Richards 2000. Litoria elkeae ingår i släktet Litoria och familjen lövgrodor. IUCN kategoriserar arten globalt som otillräckligt studerad. Inga underarter finns listade i Catalogue of Life.